# Milan Stanković
Milan Stanković (em sérvio: Милан Станковић; Belgrado, 9 de Setembro de 1987) é um cantor que representou o seu país, a Sérvia, no Festival Eurovisão da Canção 2010 em Oslo, Noruega. Com a canção "Ovo Je Balkan", cantada exclusivamente em sérvio, ele chegou até a final do concurso, terminando em décimo-terçeiro lugar.